# Syrphoctonus limbatus
Syrphoctonus limbatus là một loài tò vò trong họ Ichneumonidae.